# لينا (أستورياس)
بلدية لينا (بالإسبانية: Lena) هي بلدية تقع في منطقة أستورياس شمال غرب إسبانيا.

## الديموغرافيا
بلغ عدد سكان بلدية لينا 12.545 نسمة عام 2011 (وفقاً للمعهد الوطني للإحصاء الإسباني).
| 14.323 | 14.030 | 13.717 | 13.276 | 13.009 | 12.766 | 12.545 |

## أعلام
- ميغيل ماركوس ماديرا